# The Rhythm Jesters
The Rhythm Jesters waren eine kanadische Rockabilly-Gruppe.

## Geschichte
Gründer Bob Davies (* 3. Mai 1937) stammt aus Montreal und gründete seine erste Band 1953, die Down Yonder Boys. Später trat er mit dem Bassisten Curly Robertson zusammen, 1955 wurden mit dem Gitarristen Rick Munro daraus die Rhythm Jesters. Sie traten mit Rockabilly- und Rock-’n’-Roll-Stücken in Bars und Lokalen auf. Währenddessen wurden die Mitglieder des kanadischen CFCF Hometown Jamboree. Nachdem die Gruppe erfolglos bei RCA Records vorgespielt hatte, vermittelte George Morgan, ein Freund des neuen Schlagzeuges Emmet McGoogan, sie an das Rama Label in New York City.
Ihre erste Single, Rock to the Music / Hole in the Bucket, erschien 1956. Danach begannen sie eine Tournee durch die USA. Es erschienen weitere Singles der Rhythm Jesters; danach trennte die Band sich und die Mitglieder gingen ihre eigenen Wege. Bob Davies nahm bis in die 1970er Jahre hinein Platten auf.

## Diskografie
| Jahr    | Titel                                                   | Plattenfirma   |
| ------- | ------------------------------------------------------- | -------------- |
| 1956    | Rock to the Music / Hole in the Bucket                  | Rama Records   |
| 1957    | Never Anymore / She’ll Never Know                       | Rama Records   |
| um 1957 | Come On Don’t Be Mean / That’s How Young Love Should Be | Zirkon Records |